# Тойе, Асле
Асле Тойе (Asle Toje; род. 16 февраля 1974) — вице-председатель Норвежского Нобелевского комитета (2018—2024 гг.) Norwegian Nobel Committee. Специалист в области международных отношений и бывший директор по исследованиям Норвежского Нобелевского института Norwegian Nobel Institute , является колумнистом по норвежской внешней политике в таких изданиях, как Dagens Næringsliv, Minerva и Morgenbladet. Сторонник неоклассического реализма. В норвежском внешнеполитическом дискурсе выступает сторонником демократии, рыночной экономики, верховенства права и консерватизма. Считается[кем?], что он принадлежит к той же интеллектуальной традиции, что и Фрэнсис Фукуяма. В последние годы бо́льшую часть своего времени уделял вопросам, находящимся на пересечении ядерного разоружения, мира и геополитики.

## Академическая карьера
Асле Тойе получил образование в университетах Осло и Тромсё, а затем продолжил изучение международных отношений (доктор философии) в Пемброк-колледже в Кембридже, который он окончил в 2006 году. В Кембридже работал по трём основным направлениям: теория международных отношений, военное дело и европейские исследования. Под руководством доктора Джеффри Эдвардса написал и защитил диссертацию (PhD) на тему: «Влияние Америки на политику безопасности ЕС в 1998—2004 годах».
Он учился у Кеннета Уолтца по стипендии программы Фулбрайт в Колумбийском университете с 2004 по 2005 год, а с 2007 по 2008 год был научным сотрудником Норвежского института оборонных исследований. В 2008 году работал приглашённым исследователем в European Union Institute for Security Studies в Париже. Как учёный известен прежде всего тем, что разработал тезис о «трансатлантической сделке». В рамках этого тезиса он утверждает, что присутствие США посредством НАТО и европейской интеграции в форме ЕС представляет собой интегрированный комплекс. Гейр Лундестад отзывался об этом, как о «весьма хорошем исследовании» и утверждал, что «…комплексный подход к НАТО и ЕС является хорошим осмыслением происходящих процессов, особенно если говорить о расширении этих организаций».
В 2010 году Тойе опубликовал книгу «Европейский Союз как малая держава — после окончания холодной войны». Она получила положительные отзывы. Среди тех, кто положительно отзывался, историк и внешнеполитический обозреватель Роберт Каган, который написал: «Большая ценность увлекательного, подробного и столь необходимого исследования Асле Тойе состоит в том, чтобы показать, какую роль может играть Европейский союз в условиях многополярности».
Филипп Стивенс из Financial Times добавил: «Проведя впечатляющий анализ внешней политики и политики в сфере безопасности в первой декаде нового века, Асле Тойе, учёный из Норвежского Нобелевского института, заключил, что Европа обладает всеми характеристиками малой державы или, скорее, группы малых держав, где мощь Франции, Великобритании и Германии подавляется механизмами ЕС». The Economist выбрал эту книгу как одну из «Рекомендуемых книг для чтения на пляже».

## Личная жизнь
Асле Тойе — сын врача Фроде Тойе (1944 г.р.) и дипломированной медсестры Евы Тойе (в девичестве Квальвик 1944 г.р.). Семья Тойе получила свою фамилию от усадьбы в Халлингдале. Семья его матери родом из Утсира, самого западного обитаемого острова Норвегии. Асле вырос в Байремо, на юге Норвегии. С тех пор он жил и работал во многих странах, включая Германию, Францию, Бельгию, Англию и США. У себя на родине он известен тем, что лично высаживал дубы, ценящиеся за своё благотворное воздействие на местные климат, флору и фауну. Свободно владеет английским и норвежским, а также немного немецким и испанским языками.
Состоит в браке с Анной Кристиной Линдблад Тойе (1980 г. р.), у них трое детей.